# Magnus Erlingmark
Per Magnus Erlingmark, född 8 juli 1968 i Jönköping, är en svensk före detta fotbollsspelare (försvarare/anfallare/mittfältare). Han är numera generalsekreterare för Spelarföreningen Fotboll i Sverige (SFS), svenska elitfotbollsspelarnas fackförening. Han är far till fotbollsspelaren August Erlingmark.

## Spelarkarriär
Det var i BK Forward som karriären inleddes. Erlingmark gick hela vägen från pojklagen ända upp till a-laget i BK Forward och debuterade när han var 17 år gammal. Där blev det två år innan Örebro Sportklubb värvade Erlingmark. Örebro var med i toppen av den Allsvenska tabellen 1989-91, och landslagsdebuten skedde 14 februari 1990 i Dubai mot Förenade Arabemiraten. Erlingmark startade även i Tommy Svenssons första match som förbundskapten mot Norge 22 augusti samma år, och kom sedan med i den svenska truppen i Europamästerskapet 1992.
I Örebro hade satsningen misslyckats säsongen 1992, och Erlingmark fick ett erbjudande av IFK Göteborg och debuterade i Blåvitt säsongen 1993. Han köptes in som mittback men det blev bara tre matcher innan han fick ta plats bredvid Johnny Ekström som anfallare mot Malmö FF.  Erlingmark var en spelare som kunde spela på alla positioner i ett fotbollslag. Han spelade under sin tid i IFK Göteborg i samtliga lagdelar, och klubben tog fyra raka SM-guld och dominerade svensk fotboll och nådde kvartsfinal i Champions League 1995.
Erlingmark spelade totalt 37 A-landskamper och var även med i truppen som tog brons i VM i fotboll 1994, där han kom in i slutminuterna i matchen mot Ryssland och ersatte Joachim Björklund. Den sista landskampen blev när han kom in som avbytare i 88:e minuten i segermatchen mot Bulgarien i EM-kvalet den 14 oktober 1998.
Efter säsongen 2004 slutade Erlingmark med elitfotboll. Samma år röstades han av IFK Göteborgs supportrar, som ett tack för sin enorma lojalitet med klubben, in i Århundradets Änglaelva, i en omröstning i Göteborgs-Posten i samband med IFK:s hundraårsjubileum.

## Efter spelarkarriären
Magnus Erlingmark började 2005 arbeta inom Spelarföreningen Fotboll i Sverige (SFS), som är svenska elitfotbollsspelarnas fackförening. Han är numera generalsekreterare för SFS.

## Meriter
- Svensk mästare 1993, 1994, 1995, 1996
- EM i fotboll 1992
  - Tredjeplats i EM 1992
- VM i fotboll 1994
  - VM-brons 1994
- kopia av Svenska Dagbladets guldmedalj 1994
- Kvartsfinal i Uefa Champions League 1994/1995
- Årets ärkeängel 1997